# China Institutes of Contemporary International Relations

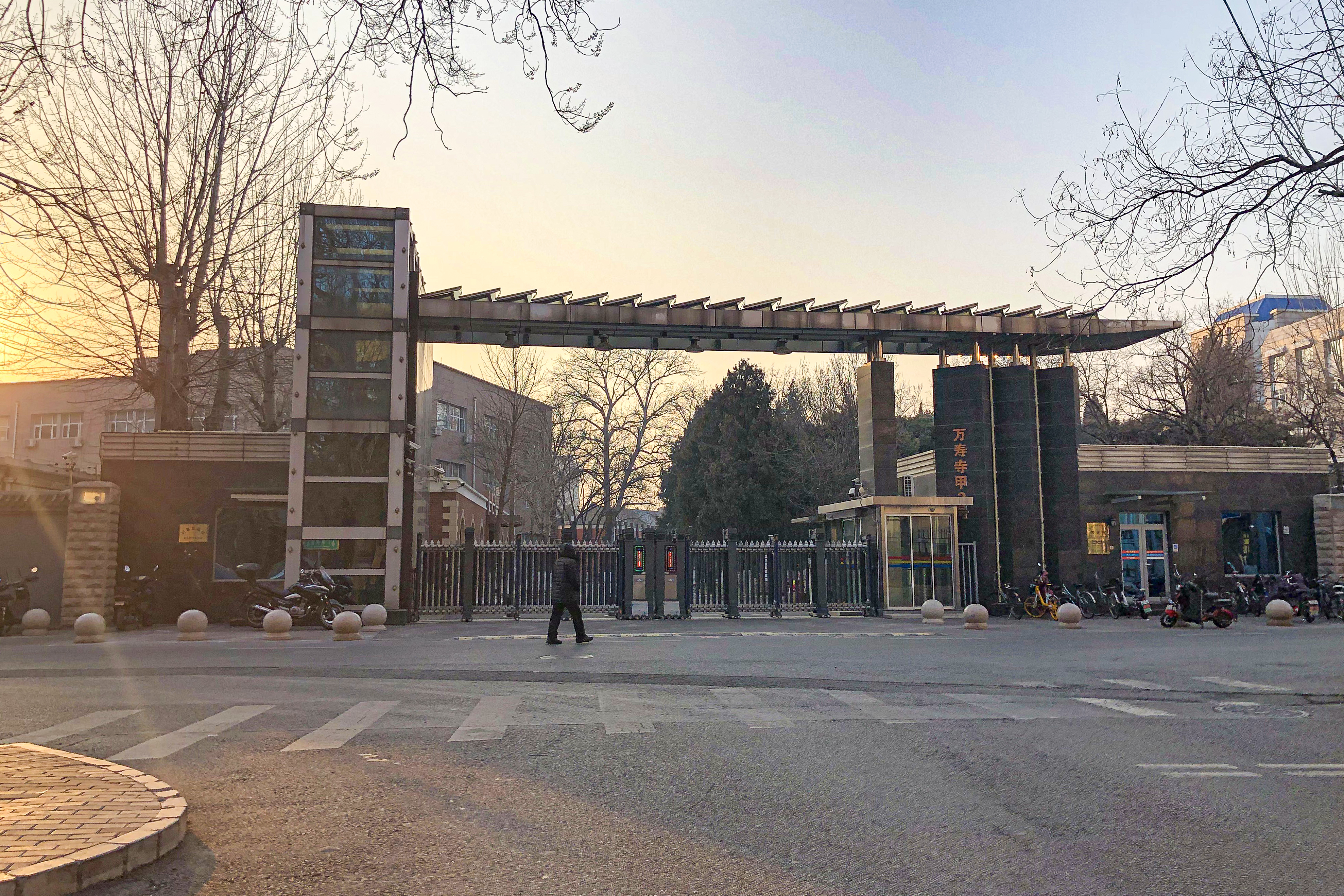
CICIR

Die China Institutes of Contemporary International Relations (CICIR; Chinesisch: 中国现代国际关系研究院; Pinyin: Zhōngguó Xiandai guoji Guanxi Yánjiūyuàn) sind ein Verbund von Forschungsinstituten und gehören zu Chinas größten, ältesten und einflussreichsten zivilen Forschungsinstituten für internationale Studien. Ihr Sitz ist Peking. Die CICIR sind dem Ministerium für Staatssicherheit angeschlossen und werden durch das Zentralkomitee der Kommunistischen Partei Chinas überwacht.
Es gibt rund 400 Angestellte, darunter 150 Senior Research Fellows. Sie bestehen aus elf Abteilungen mit unterschiedlichen regionalen und funktionalen Ausrichtungen, zwei Forschungsbereichen mit Schwerpunkt auf die Koreanische Halbinsel und Zentralasien sowie acht Forschungszentren. Das Institut veröffentlicht die Zeitschrift Zeitgenössische Internationale Beziehungen (Xiandai Guoji Guanxi).

## Geschichte
Die Ursprünge der Organisation führen zurück zu den Geheimdienstoperationen der Kommunistischen Partei während des chinesischen Bürgerkrieges und des Zweiten Japanisch-Chinesischen Krieges (1937–1945). Im Einzelnen hatten diese frühen nachrichtendienstlichen Operationen die US-Dixie-Mission und die sowjetische Präsenz auf Basen der Kommunistischen Partei in Yan’an während der 1940er Jahre im Visier.
1964 ordnete der damalige Ministerpräsident Zhou Enlai die Gründung mehrerer Hochschulen und Universitätsabteilungen an, die sich auf internationale Angelegenheiten konzentrieren sollten. Eine Reihe von Ministerien, darunter das Ministerium für Auswärtige Angelegenheiten und das Ministerium für Staatssicherheit (China), gründeten im Rahmen des Dekrets ihre eigenen Denkfabriken und Forschungseinrichtungen. Ein Jahr später (1965) wurde dann das China Institute of Contemporary International Relations gegründet. Zu dieser Zeit unterstand es der Führungsgruppe für Auswärtige Angelegenheiten des Zentralkomitees der Kommunistischen Partei Chinas und diente einer Reihe hochrangiger Funktionäre der Kommunistischen Partei. Das CICIR war das einzige Institut für Internationale Beziehungen beziehungsweise die einzige Universität in China, die während der turbulenten Jahre der Kulturrevolution nicht geschlossen wurde.
1980 wurde dieses Institut unter den Reformen von Deng Xiaoping und den Öffnungen zur Außenwelt zu einer „offenen“ Institution ernannt und dazu ermächtigt, mit Ausländern Kontakt aufzunehmen und mit diesen zusammenzuarbeiten, um dadurch die nachrichtendienstliche Informationsbeschaffung zu verbessern. 1981 begann CICIR die Zeitschrift Xiandai Guoji Guanxi (Zeitgenössische internationale Beziehungen) herauszugeben. Ab 1986 wurde die Zeitschrift vierteljährlich veröffentlicht und erscheint seit 1993 monatlich.

### Institutionelle- und personelle Verknüpfungen
CICIR ist in erster Linie mit dem Ministerium für Staatssicherheit verbunden, obwohl inländische chinesische Medien diese Tatsache nur selten anerkennen.
1983 wurde das Institut unter die bürokratische Verwaltung des neu geschaffenen Ministeriums für Staatssicherheit gestellt. 1999 wieder dem Zentralkomitee der Kommunistischen Partei zugewiesen, pflegte jedoch weiterhin starke organisatorische Beziehungen zum Ministerium für Staatssicherheit und der Führungsgruppe für Auswärtige Angelegenheiten. 2009 veröffentlichte die Nachrichtenagentur Xinhua in der Partei-Zeitschrift Liaowang den Beitrag „CICIR ‚untersteht‘ dem Ministerium für Staatssicherheit“. Unter Hongkongs Medien war die präzise institutionelle Position des CICIR heftig umstritten. Es ging um die Frage, ob es sich tatsächlich um den Forschungsarm des Ministeriums für Staatssicherheit für nachrichtendienstliche Ermittlungen handle, oder ob es lediglich „nachrichtendienstliche Forschung und Analysen“ für dieses Ministerium zur Verfügung stelle.
David Shambaugh, Direktor des China Policy Program an der George Washington University, beschrieb Chinas älteste Denkfabrik für Internationale Angelegenheiten als „Nachrichtenorgan sowjetischer Machart“, da CICIRs Hauptabnehmer der nachrichtendienstlichen Ermittlungsergebnisse die Führungsgruppe für Ausländische Angelegenheiten ist und das Institut weitestgehend vom Ministerium für Staatssicherheit finanziert wird.
Im Jahr 2003 änderte das Institut seinen Namen von China Institute of International Relations zu China Institutes of Contemporary International Relations.
Es wurden einige Fälle bekannt, in denen Forscher der CICIR ins Ausland reisten, um geheimdienstliche Informationen zu sammeln und diese an das Ministerium für Staatssicherheit weiterzugeben. Gong Uichang, seit 2007 Minister für Staatssicherheit, wirkte im Zeitraum von 1990 bis 1993 als Präsident des Instituts. Laut David Shambaugh hatten die Führungskräfte der CICIR „alle lange und schattenhafte Karrieren innerhalb des chinesischen Geheimdienstes gemein“.

## Fokus, Funktionen, Einfluss
Obwohl die Forschungstätigkeiten der CICIR grundsätzlich alle internationale Angelegenheiten umfasst, liegt ihr Fokus auf den USA und den Beziehungen zwischen USA und China.
Zu den Tätigkeiten CICIRs gehört,  Regierungsstellen mit Berichten zu versorgen, in wissenschaftlichen Journalen Forschungsergebnisse zu veröffentlichen, Projekte im Auftrag der Regierung der Volksrepublik China auszuführen, gemeinsame Forschungsprojekte mit in- und ausländischen Institutionen durchzuführen, akademischen Austausch zu fördern und Studiengänge für Masterstudenten und Doktoranden anzubieten.
Stratfor Global Intelligence ordnete die CICIR dem achten Amt des Ministeriums für Staatssicherheit (Chinas wichtigstem Geheimdienst) zu, das den Ständigen Ausschuss des Politbüros der Kommunistischen Partei Chinas mittels Geheimdienstberichten informiert. Die CICIR verlautbaren jedoch nicht viel über die Beziehung zur chinesischen Regierung, und chinesische Medienberichte bestätigen selten CICIRs Verbindung zum Regime.
Die Institute hatten erheblichen Einfluss auf außenpolitische Entscheidungsprozesse in China, was zum Teil auf die enge organisatorische Nähe zum Zentralkomitee der Kommunistischen Partei, der Führungsgruppe für Auswärtige Angelegenheiten, dem Amt für Auswärtige Angelegenheiten und dem Ministerium für Staatssicherheit zurückzuführen ist. Des Weiteren wird die Bedeutung des Instituts für außenpolitische Entscheidungsprozesse durch die große Anzahl an Forschungspersonal und dessen Fähigkeit zur raschen Analyse geheimdienstlicher Ermittlungsergebnisse gestärkt. Dieser Einfluss ging jedoch seit Mitte der neunziger Jahre zurück, was mit dem Tod beziehungsweise dem Ruhestand einiger seiner führenden Forscher und dem wachsenden Einfluss des Außenministeriums auf außenpolitische Entscheidungen zusammenfällt.

## Institute und Abteilungen
Die Organisation umfassen elf verschiedene Forschungsinstitute, die jeweils ihre eigenen regionalen oder funktionalen Schwerpunkte haben:
- Institut für Russische Studien
- Institut für Amerikanistik
- Institut für Lateinamerikanische Studien
- Institut für Europäische Studien
- Institut für Japanische Studien
- Institut für Süd- und Südostasien Studien
- Institut für westasiatische und afrikanische Studien
- Institut für Informations- und Sozialentwicklungsstudien
- Institut für Sicherheits- und Waffenkontrollstudien
- Institut für Weltpolitikstudien
- Institut für Weltwirtschaftsstudien

Die Organisation verfügt über zwei Forschungsabteilungen, die unter der direkten Kontrolle der Führungskräfte des CICIR stehen:
- Abteilung für Forschungen der koreanischen Halbinsel
- Abteilung für Zentralasienwissenschaften

Die CICIR beinhalten auch acht Forschungszentren:
- Zentrum für Studien über Hongkong und Macao
- Zentrum für Ethnische und Religionswissenschaft
- Zentrum für Globalisierungsstudien
- Zentrum für Studien über Taiwan
- Zentrum für Terrorismusbekämpfung
- Zentrum für Krisenmanagementstudien
- Zentrum für Wirtschaftssicherheitsstudien
- Zentrum für Meeresstrategiestudien